# 莫爾納足球俱樂部
莫爾納足球俱樂部（Fudbalski Klub Mornar Bar）是黑山的一家足球俱樂部。主場位於巴爾。球隊參加黑山足球乙級聯賽的賽事。

## 外部連結
- Profile by Weltfussballarchiv （页面存档备份，存于） （英文）